# Стил, Филипп
Филипп Николас Стил — британский писатель, автор детской литературы.

## Биография
Родился в Доркинге, Суррей, Англия. Окончил Даремский университет, факультет «Живые языки». В 1970 году работал редактором в нескольких Лондонских издательствах. В 1980 году переехал в Англси, где живет до сих пор. Диапазон работ автора весьма широк и охватывает много тем. Книги Стила изданы на многих языках. Также он написал несколько книг для взрослых по истории и ландшафту Уэльса.

## Награды
- В 2012 году за книгу Discover the Extreme World писатель получил премию Blue Peter Book Award[англ.].[7]